# منتخب باكستان تحت 23 سنة لكرة القدم
منتخب باكستان تحت 23 سنة لكرة القدم (بالإنجليزية: Pakistan national under-23 football team)‏ هو ممثل باكستان الرسمي في المنافسات الدولية في كرة القدم في فئة كرة قدم تحت 23 سنة للرجال، يديريه اتحاد باكستان لكرة القدم.

## سجل التنافس

### بطولة آسيا تحت 23 سنة
| سجل بطولة آسيا تحت 23 سنة | سجل بطولة آسيا تحت 23 سنة | سجل بطولة آسيا تحت 23 سنة | سجل بطولة آسيا تحت 23 سنة | سجل بطولة آسيا تحت 23 سنة | سجل بطولة آسيا تحت 23 سنة | سجل بطولة آسيا تحت 23 سنة | سجل بطولة آسيا تحت 23 سنة | سجل بطولة آسيا تحت 23 سنة |                 | سجل تأهيلات بطولة آسيا تحت 23 عاما | سجل تأهيلات بطولة آسيا تحت 23 عاما | سجل تأهيلات بطولة آسيا تحت 23 عاما | سجل تأهيلات بطولة آسيا تحت 23 عاما | سجل تأهيلات بطولة آسيا تحت 23 عاما | سجل تأهيلات بطولة آسيا تحت 23 عاما |
| السنة                     | النتيجة                   | المركز                    | لعب                       | فاز                       | T                         | خسر                       | له                        | عليه                      | لعب             | فاز                                | T                                  | خسر                                | له                                 | عليه                               |                                    |
| ------------------------- | ------------------------- | ------------------------- | ------------------------- | ------------------------- | ------------------------- | ------------------------- | ------------------------- | ------------------------- | --------------- | ---------------------------------- | ---------------------------------- | ---------------------------------- | ---------------------------------- | ---------------------------------- | ---------------------------------- |
| 2014                      | لم يتأهل                  | لم يتأهل                  | لم يتأهل                  | لم يتأهل                  | لم يتأهل                  | لم يتأهل                  | لم يتأهل                  | لم يتأهل                  | لم يتأهل        | 5                                  | 0                                  | 1                                  | 4                                  | 0                                  | 8                                  |
| 2016                      | لم يتأهل                  | لم يتأهل                  | لم يتأهل                  | لم يتأهل                  | لم يتأهل                  | لم يتأهل                  | لم يتأهل                  | لم يتأهل                  | لم يتأهل        | 3                                  | 1                                  | 0                                  | 2                                  | 3                                  | 8                                  |
| 2018                      | لم يتأهل                  | لم يتأهل                  | لم يتأهل                  | لم يتأهل                  | لم يتأهل                  | لم يتأهل                  | لم يتأهل                  | لم يتأهل                  | لم يتأهل        | لم يشارك                           | لم يشارك                           | لم يشارك                           | لم يشارك                           | لم يشارك                           | لم يشارك                           |
| 2020                      | سوف يتم تحديدها           | سوف يتم تحديدها           | سوف يتم تحديدها           | سوف يتم تحديدها           | سوف يتم تحديدها           | سوف يتم تحديدها           | سوف يتم تحديدها           | سوف يتم تحديدها           | سوف يتم تحديدها | سوف يتم تحديدها                    | سوف يتم تحديدها                    | سوف يتم تحديدها                    | سوف يتم تحديدها                    | سوف يتم تحديدها                    | سوف يتم تحديدها                    |
| الاجمالي                  | 0/3                       | 0 مرة                     | 0                         | 0                         | 0                         | 0                         | 0                         | 0                         | 8               | 1                                  | 1                                  | 6                                  | 3                                  | 16                                 |                                    |

### السجل الأولمبي
| سجل الألعاب الأولمبية الصيفية | سجل الألعاب الأولمبية الصيفية | سجل الألعاب الأولمبية الصيفية | سجل الألعاب الأولمبية الصيفية | سجل الألعاب الأولمبية الصيفية | سجل الألعاب الأولمبية الصيفية | سجل الألعاب الأولمبية الصيفية | سجل الألعاب الأولمبية الصيفية | سجل الألعاب الأولمبية الصيفية |
| السنة                         | النتيجة                       | المركز                        | لعب                           | فاز                           | تعادل                         | خسر                           | له                            | عليه                          |
| ----------------------------- | ----------------------------- | ----------------------------- | ----------------------------- | ----------------------------- | ----------------------------- | ----------------------------- | ----------------------------- | ----------------------------- |
| 1992                          | لم يتأهل                      | لم يتأهل                      | لم يتأهل                      | لم يتأهل                      | لم يتأهل                      | لم يتأهل                      | لم يتأهل                      | لم يتأهل                      |
| 1996 ‏                         | لم يتأهل                      | لم يتأهل                      | لم يتأهل                      | لم يتأهل                      | لم يتأهل                      | لم يتأهل                      | لم يتأهل                      | لم يتأهل                      |
| 2000 ‏                         | لم يشارك                      | لم يشارك                      | لم يشارك                      | لم يشارك                      | لم يشارك                      | لم يشارك                      | لم يشارك                      | لم يشارك                      |
| 2004                          | لم يتأهل                      | لم يتأهل                      | لم يتأهل                      | لم يتأهل                      | لم يتأهل                      | لم يتأهل                      | لم يتأهل                      | لم يتأهل                      |
| 2008                          | لم يتأهل                      | لم يتأهل                      | لم يتأهل                      | لم يتأهل                      | لم يتأهل                      | لم يتأهل                      | لم يتأهل                      | لم يتأهل                      |
| 2012                          | لم يتأهل                      | لم يتأهل                      | لم يتأهل                      | لم يتأهل                      | لم يتأهل                      | لم يتأهل                      | لم يتأهل                      | لم يتأهل                      |
| 2016                          | لم يتأهل                      | لم يتأهل                      | لم يتأهل                      | لم يتأهل                      | لم يتأهل                      | لم يتأهل                      | لم يتأهل                      | لم يتأهل                      |
| 2020                          | سوف يتم تحديدها               | سوف يتم تحديدها               | سوف يتم تحديدها               | سوف يتم تحديدها               | سوف يتم تحديدها               | سوف يتم تحديدها               | سوف يتم تحديدها               | سوف يتم تحديدها               |
| 2024                          | سوف يتم تحديدها               | سوف يتم تحديدها               | سوف يتم تحديدها               | سوف يتم تحديدها               | سوف يتم تحديدها               | سوف يتم تحديدها               | سوف يتم تحديدها               | سوف يتم تحديدها               |
| 2028                          | سوف يتم تحديدها               | سوف يتم تحديدها               | سوف يتم تحديدها               | سوف يتم تحديدها               | سوف يتم تحديدها               | سوف يتم تحديدها               | سوف يتم تحديدها               | سوف يتم تحديدها               |
| الاجمالي                      |                               | 0 / 7                         |                               |                               |                               |                               |                               |                               |

### الألعاب الآسيوية
| سجل الألعاب الآسيوية   | سجل الألعاب الآسيوية          | سجل الألعاب الآسيوية          | سجل الألعاب الآسيوية          | سجل الألعاب الآسيوية          | سجل الألعاب الآسيوية          | سجل الألعاب الآسيوية          | سجل الألعاب الآسيوية          | سجل الألعاب الآسيوية          |
| السنة                  | النتيجة                       | المركز                        | لعب                           | فاز                           | T                             | خسر                           | له                            | عليه                          |
| ---------------------- | ----------------------------- | ----------------------------- | ----------------------------- | ----------------------------- | ----------------------------- | ----------------------------- | ----------------------------- | ----------------------------- |
| Senior National Team   |                               |                               |                               |                               |                               |                               |                               |                               |
| 1951 ‏ – 1998 ‏          | طالع منتخب باكستان لكرة القدم | طالع منتخب باكستان لكرة القدم | طالع منتخب باكستان لكرة القدم | طالع منتخب باكستان لكرة القدم | طالع منتخب باكستان لكرة القدم | طالع منتخب باكستان لكرة القدم | طالع منتخب باكستان لكرة القدم | طالع منتخب باكستان لكرة القدم |
| Under-23 National Team |                               |                               |                               |                               |                               |                               |                               |                               |
| 2002                   | الجولة 1                      | 23                            | 3                             | 0                             | 0                             | 3                             | 0                             | 14                            |
| 2006 ‏                  | الجولة 1                      | 21                            | 3                             | 0                             | 0                             | 3                             | 2                             | 6                             |
| 2010                   | انسحب                         | انسحب                         | انسحب                         | انسحب                         | انسحب                         | انسحب                         | انسحب                         | انسحب                         |
| 2014                   | مرحلة المجموعات               | 24                            | 2                             | 0                             | 1                             | 1                             | 0                             | 3                             |
| 2018                   | مرحلة المجموعات               | 17                            | 3                             | 1                             | 0                             | 2                             | 2                             | 8                             |
| الاجمالي               | 4/5                           | -                             | 11                            | 1                             | 1                             | 9                             | 4                             | 31                            |